# Тихобразов, Николай Иванович
Николай Иванович Тихобразов (1818—1874) — русский художник, академик (1852) и профессор (1859) Императорской Академии художеств.

## Биография
Художественное образование получил, посещая классы Императорской Академии художеств как вольноприходящий ученик (с 1835 года); одним из его наставников был Карл Брюллов. Во время обучения Тихобразов был удостоен малой серебряной медали в 1840 году, двух малых серебряных медалей — в 1841 году  и одной малой золотой медали (1843) за программу «Геркулес освобождает Прометея». Образование закончил в 1845 году с большой золотой медалью, присуждённой за работу «Христос изгоняет торговцев из храма».
После Академии отправился пансионером за границу — в 1847 году поселился в Риме. В 1849 году вернулся в Россию из-за нестабильной политической ситуации в Италии и с этого времени жил в Санкт-Петербурге, занимаясь творчеством и преподаванием рисования. В 1852 году за картину «Албанезка за шитьём» (полное название: «Женщина в альбанезском костюме, сидящая за швейной работой») был удостоен звания академика.
Кроме написания картин занимался монументальной живописью — расписывал иконостасы, создавал стенные панно, декоративные картин для интерьера. В частности, вместе с художником М. А. Зичи выполнил роспись залов, комнат и помещений Ново-Михайловского дворца. В 1858 году был награждён орденом Святого Станислава 3-й степени. Получил звание профессора Академии художеств (1859).
В 1860-х годах Н. И. Тихобразов владел фотографической мастерской на углу Апраксина переулка и набережной реки Фонтанки.
Умер 14 (26) декабря 1874 года в Санкт-Петербурге, похоронен на Новодевичьем кладбище. Картины художника находятся в Государственной Третьяковской галерее и Государственном музее А. С. Пушкина.
- Некоторые работы Н. И. Тихобразова
- Интерьер в имении Лопухиных, 
1844 год
- Интерьер в Петербурге, 
1844 год